# Herzogiella
Herzogiella és un gènere de plantes de la família de les Hipnàcies, tot i que alguns autors l'engloben dins la família de les Plagiotheciaceae. El seu nom fa honor al briòleg alemany Theodor Herzog.

## Descripció
Conté 9 espècies acceptades, la majoria de les quals habiten a l'hemisferi nord. Són plantes brillants, delicades, prostrades, ramificades irregularment i complanades. Els fil·lidis són lanceolats o ovatolanceolats. Els marges dels fil·lidis són serrats a la part superior i serrulats a la part inferior, amb nervi curt i doble. No presenten pseudoparafil·le (petits apèndixs laminars situats a les bases de les branques). La càpsula de l'espermatòfit és corbada i erecta amb opercle cònic.

## Taxonomia
Llistat d'espèces segons the Plant List, dos de les quals són autòctones de Catalunya:
- Herzogiella adscendens
- Herzogiella boliviana
- Herzogiella cylindricarpa
- Herzogiella latestui
- Herzogiella perrobusta
- Herzogiella renites
- Herzogiella seligeri autòctona de Catalunya[4]
- Herzogiella striatella autòctona de Catalunya[4]
- Herzogiella turfacea